# Larsboda
Larsboda – dzielnica (stadsdel) Sztokholmu, położona w jego południowej części (Söderort) i wchodząca w skład stadsdelsområde Farsta. Graniczy z dzielnicami Farsta strand, Farsta i Sköndal oraz z gminą Huddinge.
Według danych opublikowanych przez gminę Sztokholm, 31 grudnia 2020 r. Larsboda liczyła 2323 mieszkańców. Powierzchnia dzielnicy wynosi łącznie 1,55 km², z czego 0,35 km² stanowią wody.